# Леонов, Владимир Владимирович
Владимир Владимирович Леонов (род. 26 апреля 1987, Донецк, Ростовская область) — российский мотогонщик, первый российский пилот, участвовавший в чемпионате мира по кольцевым мотогонкам (класс 250 см³), трёхкратный чемпион России по супербайку.

## Биография
С 12 лет принимает участие в соревнованиях по мотоспорту. В 14 лет участвовал в чемпионате России по мотокроссу на 80-кубовом мотоцикле. В 2004 — победитель любительского Кубка России по мотокроссу в классе мотоциклов до 125сс. В 2005 — победитель любительского Кубка России по мотокроссу в классе мотоциклов до 250сс. С конца 2006 года Владимир — член команды «Vector Racing Team». В 2009 Владимир Леонов принимал участие в чемпионате мира MotoGP в классе 250  см³ в составе Viessmann Kiefer Racing Team.
В 2010 году Владимир Леонов участвовал в новом классе Moto2 чемпионата мира MotoGP, с объёмом двигателя 600куб.см. Кстати, команда за которую выступал в мировой серии спонсировалась его родной командой — Vector Racing Team, сильнейшей в России командой по шоссейно-кольцевым мотоциклетным гонкам, которая впервые за последние 50 лет представляла Россию в престижных международных сериях (IDM, WSBK, MotoGP).
C 2011 по 2014 годы — пилот команды Yakhnich Motorsport, в составе которой в 2011 году занял 3 место в чемпионате Италии (CIV), категория Superstock 600. В 2011 году по wild card принял участие в двух этапах чемпионате мира WSBK, класс Supersport. С 2012 по 2014 годы — постоянный участник чемпионата мира WSBK, класс Supersport. В 2012 году занял 3 место на этапе в голландском Assen и 3 место на российском этапе на трассе Moscow Raceway. В 2014 году завоевал 3 место в итальянской Имоле. В 2011 году — победитель одноэтапного европейского кубка Coppa Dei Due Paesi.
В 2014 году Владимир Леонов в качестве запасного гонщика принял участие в квалификации мотогогонки «24 часа Ле-Мана» в составе команды R2CL, которая в общем зачёте заняла 8-е место.

### В настоящее время
Пилот команды SPB RT.
Проживает в Москве. Не женат. Увлекается мотокроссом, горными лыжами, сноубордом, бегом, музыкой, катается на велосипеде.

## Статистика выступлений
| Легенда к таблице |                                                 |
| --- | ----------------------------------------------- |
| В таблице перечислены результаты всех Гран-при чемпионата мира, во всех классах, в которых принимал участие гонщик. Строками таблицы являются сезоны, столбцами все гонки Гран-при чемпионата мира, производитель мотоциклов и команда. В клетках указаны сокращённое название Гран-при и результат, клетка дополнительно обозначена цветом. Расшифровка обозначений и цветов представлена в нижеследующей таблице. |                                                 |
| \| Пример \| Описание \| \| ------------ \| ----------------------------------------------- \| \| 1 \| Победитель \| \| 2 \| Второе место \| \| 3 \| Третье место \| \| \| Финишировал в очковой зоне \| \| \| Финишировал вне очковой зоны \| \| НКЛ \| Не классифицирован \| \| Сход \| Не финишировал \| \| НКВ \| Не прошёл квалификацию \| \| НПКВ \| Не прошёл предварительную квалификацию \| \| ДСК \| Дисквалифицирован \| \| ИСК \| Исключён из протокола соревнований \| \| НС \| Не стартовал в гонке \| \| Т \| Травмирован или болен \| \| ОТК \| Отказ от участия \| \| НТР \| Прибыл на соревнования, но на трассу не выезжал \| \| НПР \| Не прибыл к началу соревнований \| \| НД \| Недопущен до старта \| \| О \| Гонка отменена \| \| \| Не участвовал \| \| Поул-позиция \| \| \| Быстрый круг \| \| |                                                 |
| Пример | Описание                                        |
| 1 | Победитель                                      |
| 2 | Второе место                                    |
| 3 | Третье место                                    |
| | Финишировал в очковой зоне                      |
| | Финишировал вне очковой зоны                    |
| НКЛ | Не классифицирован                              |
| Сход | Не финишировал                                  |
| НКВ | Не прошёл квалификацию                          |
| НПКВ | Не прошёл предварительную квалификацию          |
| ДСК | Дисквалифицирован                               |
| ИСК | Исключён из протокола соревнований              |
| НС | Не стартовал в гонке                            |
| Т | Травмирован или болен                           |
| ОТК | Отказ от участия                                |
| НТР | Прибыл на соревнования, но на трассу не выезжал |
| НПР | Не прибыл к началу соревнований                 |
| НД | Недопущен до старта                             |
| О | Гонка отменена                                  |
| | Не участвовал                                   |
| Поул-позиция |                                                 |
| Быстрый круг |                                                 |

### По годам
| Сезон | Гоночная серия | Класс      | Производитель | Гонок | Побед | Поулов | Быстрых кругов | Подиумов | Очков | Позиция |
| ----- | -------------- | ---------- | ------------- | ----- | ----- | ------ | -------------- | -------- | ----- | ------- |
| 2009  | Moto GP        | 250 см³    | Aprilia       | 15    | —     | —      | —              | —        | 9     | 24      |
| 2010  | Moto GP        | Moto2      | Suter         | 7     | —     | —      | —              | —        | 0     | НК      |
| 2011  | Superbike      | Supersport | Yamaha        | 2     | —     | —      | —              | —        | 7     | 24      |
| 2012  | Superbike      | Supersport | Yamaha        | 11    | —     | —      | —              | —        | 52    | 11      |
| 2013  | Superbike      | Supersport | Yamaha        | 12    | —     | —      | —              | —        | 63    | 10      |

### В чемпионате мира по шоссейно-кольцевым мотогонкам
| Сезон | Класс | Марка   | 1        | 2      | 3      | 4      | 5        | 6      | 7        | 8        | 9     | 10     | 11     | 12     | 13       | 14       | 15     | 16     | 17    | Очки | Поз. |
| ----- | ----- | ------- | -------- | ------ | ------ | ------ | -------- | ------ | -------- | -------- | ----- | ------ | ------ | ------ | -------- | -------- | ------ | ------ | ----- | ---- | ---- |
| 2009  | 250cc | Aprilia | QAT 18   | JPN 15 | SPA 18 | FRA 10 | ITA Сход | CAT 20 | NED 16   | GER Сход | GBR — | CZE 19 | IND 15 | RSM 17 | POR Сход | AUS Сход | MAL 15 | VAL 17 |       | 9    | 24   |
| 2010  | Moto2 | Suter   | QAT Сход | SPA НС | FRA 27 | ITA 25 | GBR 29   | NED 29 | CAT Сход | GER 24   | CZE — | IND —  | SMR —  | ARA —  | JPN —    | MAL —    | AUS —  | POR —  | VAL — | 0    | НК   |